# Volgré
Volgré korábbi község (település) Franciaországban, Saône-et-Loire megyében. 2017. január 1-jén Aillant-sur-Tholon, Champvallon, Villiers-sur-Tholon községgel egyesült és Montholon új község része lett.
Lakosainak száma 350 fő (2018. január 1.). Volgré Béon, Champvallon, Saint-Romain-le-Preux, Senan és Villiers-sur-Tholon községekkel határos.

## Népesség
A település népessége az elmúlt években az alábbi módon változott:
| Lakosok száma | 353  | 353  | 350  | 350  |
|               | 2013 | 2015 | 2017 | 2018 |